# Trilogia sequela de Star Wars
A Trilogia sequela é a terceira trilogia cinematográfica de Star Wars, uma franquia cinematográfica de ficção científica criada pelo cineasta estadunidense George Lucas. A trilogia é produzida pela Lucasfilm e distribuída pela Walt Disney Studios Motion Pictures e compreende os filmes correspondentes aos Episódios VII ao IX, seguindo cronologicamente a Trilogia prequela (Episódios I-III; 1999-2005) e a Trilogia original (Episódios IV-VI; 1977-1983). Lucas já planejava uma terceira trilogia para a saga desde 1976, porém cancelou tais planos em 1981 e decidiu produzir apenas os seis episódios tradicionais. No fim de 2012, com a aquisição dos direitos da Lucasfilm, a The Walt Disney Company anunciou sua intenção em produzir mais filmes sobre o Universo Star Wars, apesar do próprio criador da franquia descartar seu futuro envolvimento.
O primeiro filme da trilogia, Star Wars: The Force Awakens, foi lançado em 18 de dezembro de 2015. Foi dirigido por J. J. Abrams que co-escreveu o roteiro com Lawrence Kasdan e Michael Arndt. Os atores Harrison Ford, Mark Hamill e Carrie Fisher reprisaram seus aclamados papéis da produção original e dividiram as cenas com Daisy Ridley, John Boyega, Adam Driver e Oscar Isaac. Em 15 de dezembro de 2017, foi lançado Star Wars: The Last Jedi, escrito e dirigido por Rian Johnson e contando com o mesmo elenco reprisando seus papéis. O terceiro e último filme da trilogia, Star Wars: The Rise of Skywalker, foi lançado em 20 de dezembro de 2019 e contou com Abrams de volta na direção e roteiro de Chris Terrio.
A trilogia sequela narra a saga da órfã Rey e a luta da Resistência contra a Primeira Ordem, que ascendeu após o desmantelamento do Império Galático. Rey descobre os caminhos da Força com ajuda de Luke Skywalker e Leia Organa e confronta Kylo Ren, que uniu-se ao Lado Sombrio. Os dois primeiros filmes receberam críticas positivas da imprensa especializada, enquanto o terceiro e último filme recebeu avaliações mistas. A trilogia arrecadou mais de 4.4 bilhões de dólares em bilheterias mundiais.

## Antecedentes

### Desenvolvimento
De acordo com o ator Mark Hamill, que interpreta Luke Skywalker no filme original de 1976, o criador da franquia George Lucas contou-lhe que planejava realizar três trilogias de Star Wars. Lucas sugeriu a Hamill que realizasse uma aparição num possível Episódio IX, que ele imaginava que seria produzido em 2011. Uma matéria da revista Time de 1978 afirmava que poderia haver várias sequências após The Empire Strikes Back (1980). Gary Kurtz também esteve ciente das propostas de novos filmes antes da década de 1980. Em 1980, durante o lançamento de The Empire Strikes Back, Lucas afirmou que sete futuros filmes da saga seriam realizados e que tinha "doze resumos" para tais filmes. Numa entrevista com Jim Steranko na revista Prevue, Lucas descreveu o alto custo do roteiro de Star Wars:
Quando o Episódio V foi lançado em 1980, Lucas já havia escrito esboços de nove futuros filmes. Dale Pollock revelou em uma entrevista de 2012 que, como parte de sua pesquisa biográfica sobre Lucas, o cineasta havia liberado a publicação de parte destes esboços. No entanto, os planos foram cancelados ou modificados após o sucesso do filme e os subsequentes rumos tomados pela franquia diante do impacto cultural e comercial da saga.

## Filmes
Ao contrário das duas trilogias anteriores, cujos filmes foram lançados aproximadamente a cada três anos, os filmes desta nova trilogia foram lançados num espaço de dois anos e sempre no mês de dezembro. O primeiro filme foi lançado em 18 de dezembro de 2015 e apresenta ao pública a órfã Rey, que se vê no meio das disputas entre a Resistência e a Primeira Ordem, uma impiedosa facção do Império Galático comandada por Kylo Ren - filho de Leia Organa e Han Solo. Em The Last Jedi, lançado em 15 de dezembro de 2017, Rey é treinada por Luke Skywalker, o último Jedi ainda vivo, e confronta Kylo Ren. The Rise of Skywalker foi lançado em 20 de dezembro de 2019 e narra a conclusão dos conflitos entre Jedi e Sith.
|                              | Trilogia Sequela de Star Wars                 | Trilogia Sequela de Star Wars                 | Trilogia Sequela de Star Wars                 |
| Star Wars: The Force Awakens | Star Wars: The Last Jedi                      | Star Wars: The Rise of Skywalker              |                                               |
| ---------------------------- | --------------------------------------------- | --------------------------------------------- | --------------------------------------------- |
| Data de lançamento           | 18 de dezembro de 2015 17 de dezembro de 2015 | 15 de dezembro de 2017 14 de dezembro de 2017 | 20 de dezembro de 2019 19 de dezembro de 2019 |
| Diretor                      | J. J. Abrams                                  | Rian Johnson                                  | J. J. Abrams                                  |
| Roteirista(s)                | Lawrence Kasdan J. J. Abrams Michael Arndt    | Rian Johnson                                  | J. J. Abrams Chris Terrio                     |
| Produtor(es)                 | Kathleen Kennedy J. J. Abrams Bryan Burk      | Kathleen Kennedy Ram Bergman                  | Kathleen Kennedy J. J. Abrams Michelle Rejwan |
| Distribuição                 | Walt Disney Studios Motion Pictures           | Walt Disney Studios Motion Pictures           | Walt Disney Studios Motion Pictures           |

### The Force Awakens

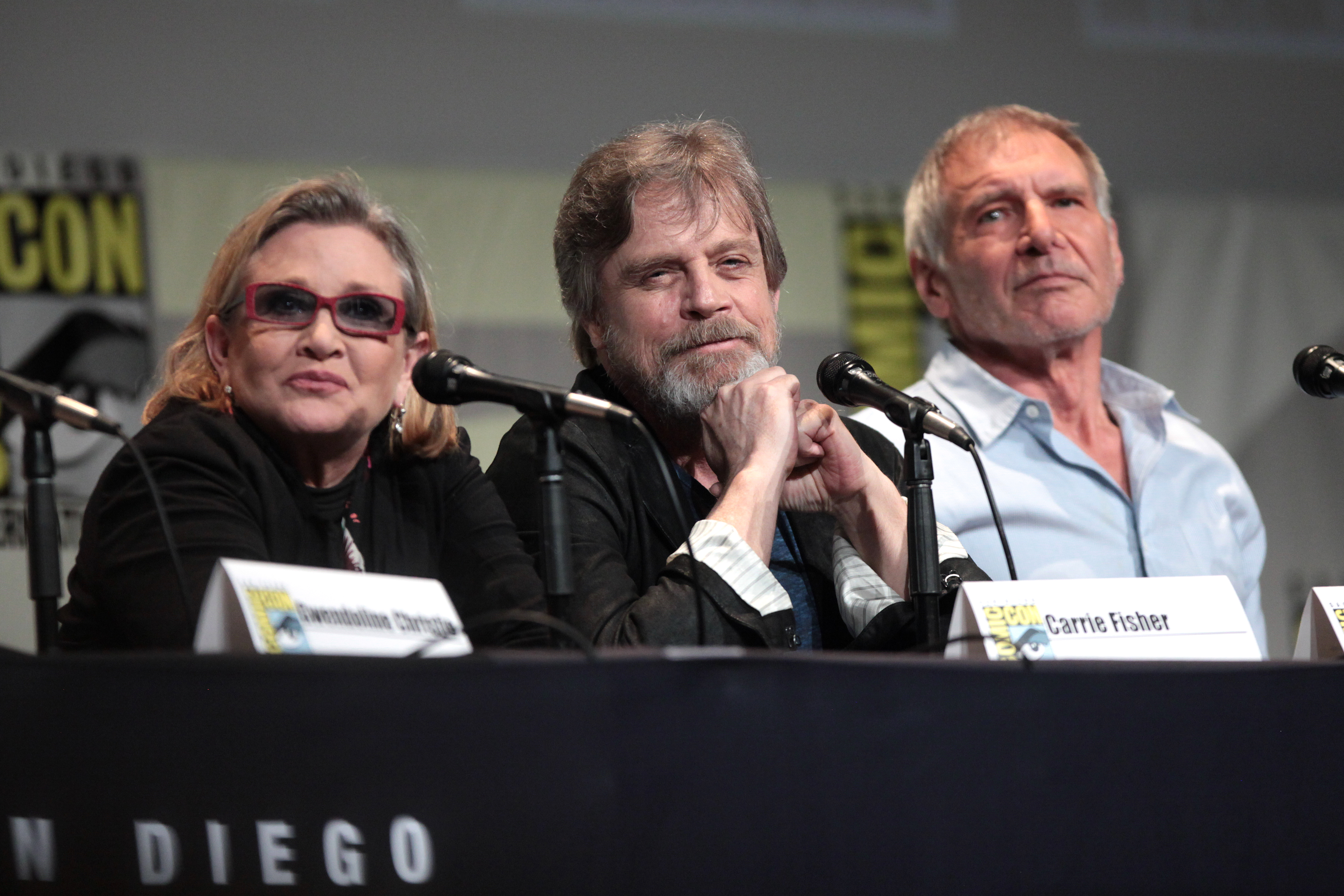
Carrie Fisher, Mark Hamill e Harrison Ford foram os protagonistas da "Trilogia Original" entre 1976 e 1981 e reprisaram seus papéis na "Trilogia Sequela".

Cerca de 30 anos após a destruição da Estrela da Morte, o Jedi Luke Skywalker desapareceu. Os remanescentes do Império formaram a Primeira Ordem, que busca destruir Luke e a Nova República. A Resistência, liderada pela General Leia Organa, luta contra a Primeira Ordem. Em Jakku, o piloto rebelde Poe Dameron consegue um mapa da localização de Luke, mas é capturado por Kylo Ren - o comandante da Primeira Ordem e filho de Leia Organa e Han Solo. O droide BB-8 de Dameron foge com o mapa e encontra a pobre Rey. O stormtrooper FN-2187 deserda e ajuda Poe, que passa a chamá-lo de "Finn". A dupla foge, mas Poe é aparentemente abatido. Finn encontra Rey e BB-8; o grupo parte de Jakku a bordo da lendária Millennium Falcon e é descoberto por Han Solo e Chewbacca.

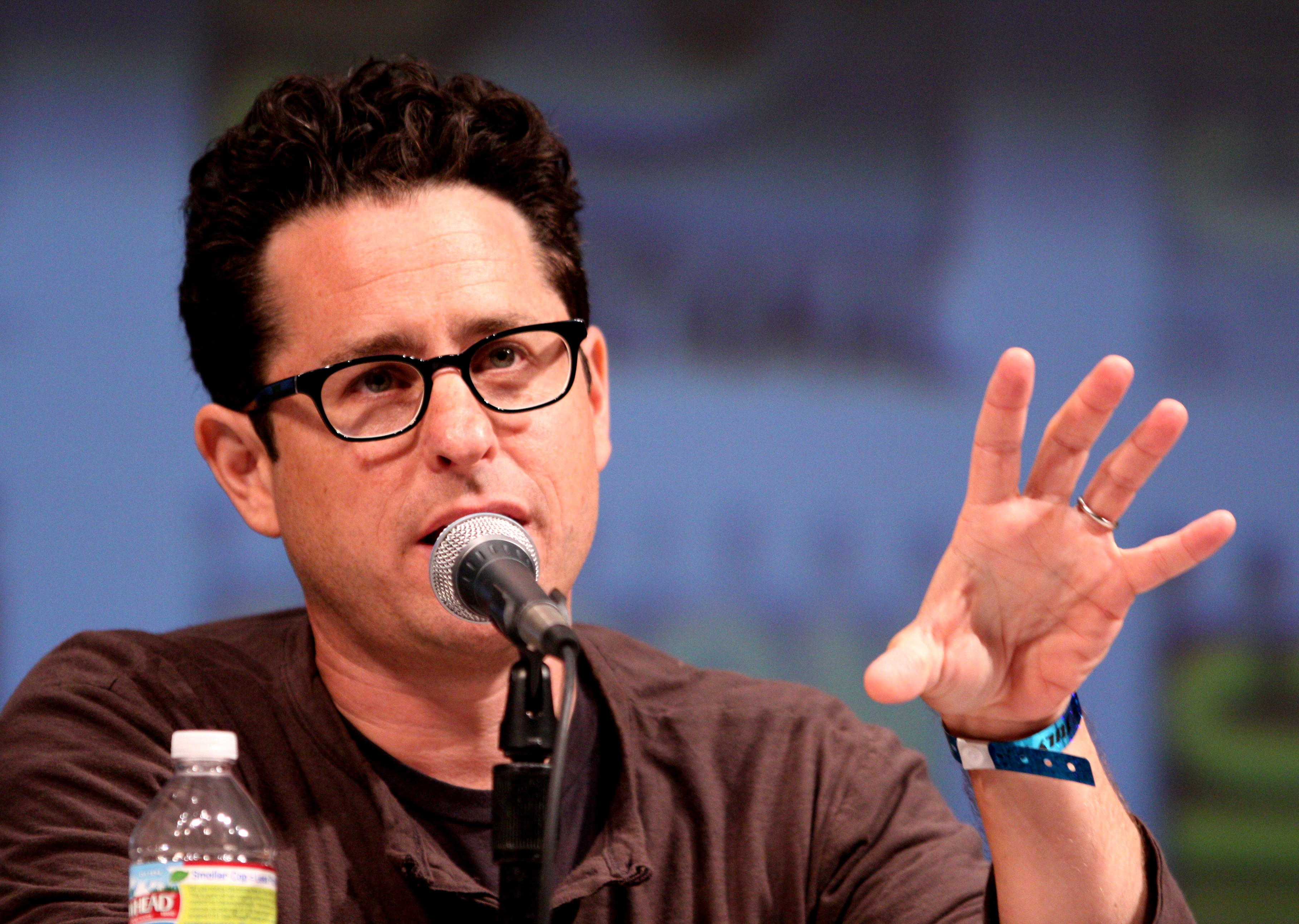
J. J. Abrams, que também dirigiu e produziu o reebot da franquia Star Trek entre 2009 e 2016, assumiu a direção e produção de dois dos filmes da "Trilogia Sequela" de Star Wars.

O Episódio VII começou a ser produzido em 30 de outubro de 2012. O roteiro do filme foi entregue primeiramente a Michael Arndt, mas o agendamento e as divergências criativas levaram a seu afastamento do projeto. Em 25 de janeiro de 2013, J. J. Abrams foi oficialmente anunciado como o diretor e produtor do novo filme, juntamente com o produtor Bryan Burk e a Bad Robot Productions. O compositor John Williams, autor de toda a obra musical da franquia, foi contratado para compor toda a trilogia. Em outubro, foi anunciado que Abrams e Lawrence Kasdan seriam os roteiristas do novo filme.
George Lucas foi contactado para auxiliar Abrams na construção do enredo; contudo, o criador da franquia não se envolveu no novo projeto afirmando que "não gostaria de ver nenhuma cena antes de entrar nos cinemas". Um porta-voz do cineasta afirmou que "ele nunca foi surpreendido por um filme da saga e estava esperando por isso." A produção teve início em abril de 2014; foi lançado em 18 de dezembro de 2015. Nos Estados Unidos, o filme recebeu uma classificação etária "PG-13" por conter "ficção científica violenta".
Em sua semana de estreia, o filme arrecadou mais 248 milhões de dólares na América do Norte (39 milhões de dólares a mais do que Jurassic World, lançado no mesmo ano) e totalizou 529 milhões de dólares em todo o mundo, a maior estreia de todos os tempos. O filme ainda estabeleceu um novo recorde ao tornar-se o primeiro filme a quebrar a barreira de 1 bilhão de dólares em bilheterias em apenas 12 dias. É atualmente o filme mais lucrativo de todos os tempos na América do Norte, sem ajustes inflacionários.

### The Last Jedi
Após encontrar Luke Skywalker exilado, Rey tenta convencê-lo a ensinar-lhe os caminhos da Força. Rey também busca respostas sobre seu passado e o conflito entre Luke e seu sobrinho Ben Solo (agora conhecido como Kylo Ren). Sem o conhecimento de Luke, Rey passa a usar a Força para se comunicar com Kylo. Enquanto isso, Leia lidera a Resistência enquanto são perseguidos pela Primeira Ordem, liderada pelo Supremo Líder Snoke. Rey deixa Luke numa tentativa de resgatar Kylo Ren e encontrar paz. Após a queda de Snoke, Rey é forçada a escolher entre governar a galáxia com ele ou ajudar a Resistência.
Em 20 de novembro de 2012, o jornal The Hollywood Reporter informou que Lawrence Kasdan e Simon Kinberg iriam escrever e produzir os dois filmes restantes, confirmando que seriam roteiros separados. Em 20 de junho de 2014, Rian Johnson foi anunciado como roteirista e diretor do Episódio VIII; Johnson confirmou sua contratação em agosto do mesmo ano. Em 12 de março de 2015, a Lucasfilm anunciou que Johnson seria o diretor do Episódio VIII enquanto Ram Bergman seria o produtor.
Em março de 2015, Oscar Isaac confirmou sua atuação no novo filme. Em julho, foi anunciado que Benicio del Toro seria considerado para o papel de antagonista; del Toro confirmou posteriormente que havia sido contactado. Em setembro, foi anunciado que Gugu Mbatha-Raw, Tatiana Maslany, Gina Rodriguez, Olivia Cooke e Bel Powley estavam sendo sondados para uma participação. Jimmy Vee foi anunciado como R2-D2, sucedendo Kenny Baker, que viria a falecer no ano seguinte.
Em janeiro de 2016, Lucasfilm e Disney anunciaram que o lançamento do filme seria adiado para dezembro de 2017. Três dias depois, a data de lançamento em 15 de dezembro de 2017 foi confirmada, bem como o título Star Wars: The Last Jedi. A filmagem principal teve início em fevereiro de 2016 e cenas adicionais foram rodadas em Dubrovnik em março de 2016 e na Irlanda em maio de 2016. Carrie Fisher faleceu em 27 de dezembro de 2016, após concluir todas as suas filmagens como Leia. A maior parte das filmagens ocorreu nos Estúdios Pinewood, nas cercanias de Londres. Kathleen Kennedy e Ram Bergman foram os produtores e J. J. Abrams foi o produtor executivo.

### The Rise of Skywalker

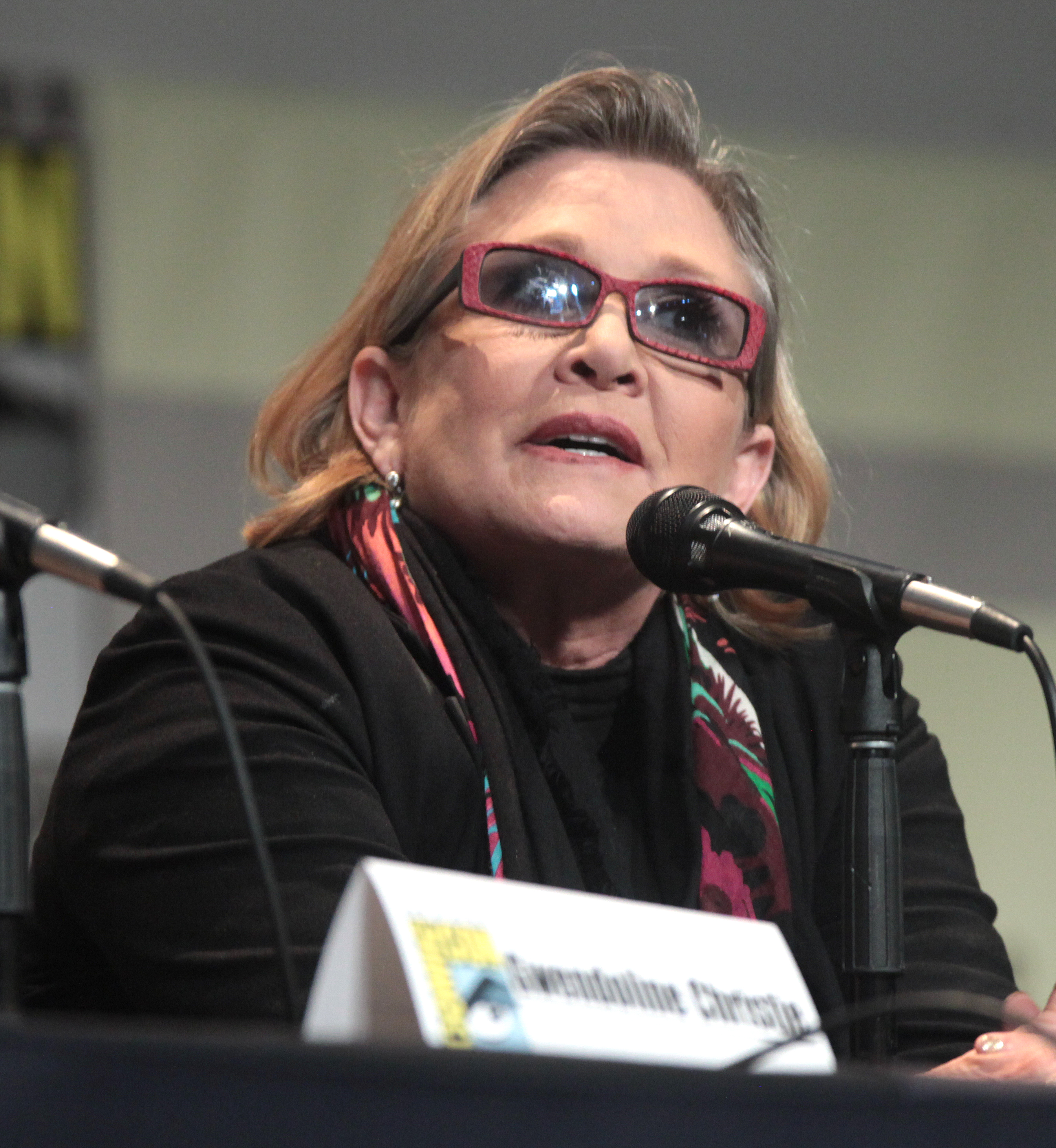
A morte da atriz Carrie Fisher levantou um debate entre os fãs da franquia sobre a recriação digital de sua personagem para o filme. Fisher havia concluído todas as filmagens de The Last Jedi antes de sua morte.

The Rise of Skywalker é o filme que encerra a chamada "Saga Skywalker" dentro da franquia, narrando um confronto final entre a Resistência e a Primeira Ordem e os Jedi e os Sith. O filme se passa um ano após os eventos do filme anterior e mostra o retorno de Palpatine, que vinha controlando secretamente a Primeira Ordem a partir do planeta sombrio Exegol. Palpatine, querendo retomar o controle do universo, envia Kylo Ren em busca de Rey.
Em junho de 2014, Johnson anunciou estar escrevendo um esboço para o filme, mas posteriormente afirmou que não estaria envolvido no roteiro. Em agosto do ano seguinte, Colin Trevorrow foi anunciado como diretor do filme e, com apoio de Derek Connolly, começou a trabalhar no roteiro. Em fevereiro de 2016, Bob Iger confirmou que a pré-produção do filme havia começado.
Após a morte de Carrie Fisher no final de 2016, a imprensa especulou se o papel seria assumido por outra atriz ou sobre a presumível remoção do personagem. Semanas depois, a Lucasfilm negou possibilidade de recriar o rosto de Fisher digitalmente para o filme. Em abril de 2017, a produtora Kathleen Kennedy negou a aparição de Fisher no filme, porém foi confirmado posteriormente que seriam utilizadas imagens inéditas da atriz. Em agosto, o roteiro foi entregue a Jack Thorne.
Em setembro de 2017, a Lucasfilm anunciou a saída de Trevorrow e o retorno de Abrams como diretor do terceiro filme. Abrams co-escreveu o roteiro com Chris Terrio, além de produzir o filme através da Bad Robot Productions em parceria com Kennedy e Michelle Rejwan. A Disney havia agendado o filme para ser lançado em dezembro de 2019, mantendo o calendário de lançamentos dos filmes anteriores, porém chegou a modificar para 24 de maio para coincidir com os seis filmes das duas trilogias anteriores. Contudo, após o retorno de Abrams, o lançamento foi finalmente movido para dezembro.

## Elenco e personagens
| Personagem          | Trilogia Sequela de Star Wars  | Trilogia Sequela de Star Wars | Trilogia Sequela de Star Wars     |
| Personagem          | Episode VII: The Force Awakens | Episode VIII: The Last Jedi   | Episode IX: The Rise of Skywalker |
| ------------------- | ------------------------------ | ----------------------------- | --------------------------------- |
| Rey                 | Daisy Ridley                   | Daisy Ridley                  | Daisy Ridley                      |
| Poe Dameron         | Oscar Isaac                    | Oscar Isaac                   | Oscar Isaac                       |
| Finn                | John Boyega                    | John Boyega                   | John Boyega                       |
| Kylo Ren            | Adam Driver                    | Adam Driver                   | Adam Driver                       |
| Han Solo            | Harrison Ford                  | Harrison Ford                 | Harrison Ford                     |
| General Leia Organa | Carrie Fisher                  | Carrie Fisher                 | Carrie Fisher                     |
| Luke Skywalker      | Mark Hamill                    | Mark Hamill                   | Mark Hamill                       |
| Palpatine           |                                |                               | Ian McDiarmid                     |
| Líder Supremo Snoke | Andy Serkis                    | Andy Serkis                   |                                   |
| General Hux         | Domhnall Gleeson               | Domhnall Gleeson              | Domhnall Gleeson                  |
| Maz Kanata          | Lupita Nyong'o                 | Lupita Nyong'o                | Lupita Nyong'o                    |
| Phasma              | Gwendoline Christie            | Gwendoline Christie           |                                   |
| C-3PO               | Anthony Daniels                | Anthony Daniels               | Anthony Daniels                   |
| R2-D2               |                                | Jimmy Vee                     | Hassan Taj                        |
| Chewbacca           | Joonas Suotamo                 | Peter Mayhew                  | Peter Mayhew                      |
| BB-8                | Brian Herring                  | Brian Herring                 | Brian Herring                     |

## Temática
Luke Skywalker está desaparecido.
Em sua ausência, a sinistra PRIMEIRA ORDEM se ergue das cinzas do Império
e não irá descansar até que Skywalker, o último Jedi, seja destruído.
Com o apoio da REPÚBLICA, a General Leia Organa lidera uma brava RESISTÊNCIA.
Ela está desesperada para encontrar seu irmão Luke e obter sua ajuda para restaurar a paz e a justiça na galáxia.
Leia enviou seu mais audacioso piloto em uma missão secreta até Jakku,
onde um antigo aliado descobriu uma pista sobre o paradeiro de Luke...— Sequência de abertura de Star Wars: The Force Awakens, conforme exibido na versão dublada brasileira.
A jornada de Rey, em dados momentos, se assemelha a de Anakin e Luke Skywalker nas trilogias anteriores. De acordo com J. J. Abrams e Chris Terrio, respectivos diretor e roteirista da trilogia, a saga fala sobre o aprendizado que pode se obter com experiências de uma geração anterior. Abrams ainda cita como referência criativa a influência dos estadunidenses da Revolução Americana sobre os seus descendentes da era da Guerra de 1812. Ainda sobre a inspiração para a concepção da Primeira Ordem - que renasceu "das cinzas do Império" - Abrams cita as teorias conspiratórias de que nazistas teriam se refugiado na Argentina após a Segunda Guerra Mundial.
A revista Polygon considera que a retratação pacifista de Luke Skywalker em The Last Jedi tenha sido baseada em determinados conceitos budistas devido ao conflito interno do personagem sobre usar seu sabre de luz ou considerá-lo uma arma de destruição. Em algumas cenas de The Last Jedi, o segundo filme da trilogia, ficam claras as referências a Rashomon (1950), de Akira Kurosawa, como a utilização do "Efeito Rashomon" quando Luke conta a Rey que considerava matar Ben Solo. Posteriormente, Kylo Ren reconta sua perspectiva e faz com que Luke entre com uma terceira versão dos fatos, combinando elementos de ambas as interpretações.
Em The Force Awakens, o Líder Supremo Snoke encoraja Kylo Ren a matar seu pai - o que o conduz a uma inversão de valores na narrativa de herói, na qual toda a franquia Star Wars é fortemente baseada. Adam Driver defende que seu personagem é "moralmente justificado por fazer o que considera correto". No último filme da trilogia, The Rise of Skywalker, Kylo Ren repara seu capacete que havia sido danificado nos eventos do filme anterior. Abrams comparou a cena do apetrecho danificado com a arte japonesa Kintsugi. Por outro lado, os danos no capacete de Ren são alusão aos seus conflitos internos apresentados ao longo do primeiro filme.
Na cena final de The Last Jedi, crianças brincam com um boneco de Luke, sendo que o rapaz usa a Força para arrastar uma vassoura. De acordo com a revista Inverse, tal cena simboliza que "a Força pode ser encontrada em pessoas de origens humildes", como a própria protagonista Rey, que foi apresentada no primeiro filme como uma desconhecida que poderia estar relacionada com qualquer outro grande personagem da franquia. Nos preparativos do lançamento do terceiro filme, Chris Terrio afirmou que qualquer um dos títulos da franquia é baseado na questão de "tese, antítese e síntese":
| “ | Se The Force Awakens questiona sobre quem é Rey e de onde ela veio, e The Last Jedi respondeu estas questões de maneira negativa, acredito que The Rise of Skywalker junta estas ideias e cria uma nova visão. | ” |

## Lançamento
The Force Awakens foi disponibilizado no serviço de streaming Disney+ juntamente com o lançamento da plataforma em 12 de novembro de 2019. The Last Jedi foi disponibilizado pelo serviço nos Estados Unidos em 26 de dezembro de 2019. Enquanto o último e terceiro filme, The Rise of Skywalker foi disponibilizado na plataforma a partir de 4 de maio de 2020.

## Recepção

### Recepção crítica
The Force Awakens e The Last Jedi receberam avaliações positivas dos críticos, enquanto The Rise of Skywalker recebeu críticas mistas. As críticas de fãs da franquia tiveram como alvo os aspectos similares de The Force Awakens com filmes anteriores, enquanto The Last Jedi foi criticado por subverter as convenções formadas ao longo da saga sem nenhuma motivação aparente. O teceiro filme divide opiniões de críticos; enquanto alguns elogiam sua celebração de eventos da saga inteira, seu tributo a Carrie Fisher e o retorno comemorativo de personagens da trilogia original, muitos criticaram o "exagero" das referências aos filmes anteriores.
Alguns críticos e fãs alegaram que a Lucasfilm não conseguiu planejar o enredo da trilogia, causando a sensação de que os filmes são inconsistentes e contraditórios como resultado dos embates criativos dos diretores J. J. Abrams e Rian Johnson. Alguns críticos acreditam que Johnson não tenha recebido uma consultoria criativa da companhia para trabalhar sobre o filme anterior quando dirigiu The Last Jedi, ignorando fortemente a abordagem de Abrams no filme anterior. De volta na direção em The Rise of Skywalker, Abrams alegadamente escolheu desviar-se da trama construída no filme anterior enquanto tentava apresentar uma nova trama, que não foi sequer mencionada nos filmes anteriores. Alguns críticos sentiram que muitas das escolhas narrativas de The Rise of Skywalker foram uma tentativa fracassada de agradar os fãs desapontados com Johnson. Outros discordam que a decisão de não utilizar um "showrunner" para liderar o processo de criação da trilogia, como é de costume em outras produções da Disney. Por outro lado, a revista Insider alega o estrito controle criativo da Lucasfilm sobre a franquia, destacando como uma série de diretores de cinema foram contratados e demitidos em seguida por divergências com o enredo planejado pela companhia. Em 2020, o Screen Rant comparou a Trilogia prequela com a Trilogia sequela, afirmando que "os filmes da Prequela contam uma narrativa coerente, com uma linha criativa clara entre os filmes - é algo que certamente faz falta na trilogia sequela"; a revista ainda menciona o encerramento do terceiro filme como "obscuro, trincado e insatisfatório".
Alguns veículos de mídia indicam que, ao contrário da crença popular, alguns pontos da trilogia foram planejados com antecedência. A ideia de que Luke Skywalker vivia em uma ilha - após sua fracassada tentativa de impedir o massacre de jovens Jedi - havia sido citada por George Lucas ainda em 2013 durante reuniões com a Lucasfilm sobre o Episódio VII (tais ideias seriam aplicadas em The Last Jedi). A decisão de Rey em adotar o nome da família Skywalker havia sido também planejada em 2014, conforme citado pelo executivo da Lucasfilm Pablo Hidalgo. O retorno de Palpatine no último episódio da trilogia havia sido planejado desde o primeiro filme da nova trilogia.